# Cormac mac Domnaill Guit
Cormac mac Domnaill Guit  Mac Carthaig  dit Cormac an-Mangartan   (mort en 1262) membre de la famille Mac Cathaigh roi de Desmond de 1261 à 1262.

## Règne
Cormac Mac Carthaig est le 3e fils de Domnall Gott mac Domnaill il est surnommé « le Bégue » ou « na-Mangartan  » en référence au lieu de son dernier combat. Il participe aux combats de son frère aîné contre les Hiberno-normands et lui succède à sa mort. Mac William Burke et les anglais d'Irlande rassemblent une grand armée et envahissent le Desmond, parvenu à la montagne  Mangerton, près du Lough Leane. une bataille s'engage au cours de laquelle Cormac tue Gerald Roche, qui avait la réputation d'être un des «  trois meilleurs chevaliers d'Irlande » à cette époque Le triomphe des Hommes du Desmond et de Cormac est bref car il et lui-même tué au cours du même combat où les deux parties subissent de lourdes pertes. Le Clan Carthy est néanmoins contraint de donner des otages à  MacWilliam, qui se retire 

## Sources
- Anthony Stokvis, préf. H. F. Wijnman, Manuel d'histoire, de généalogie et de chronologie de tous les états du globe, depuis les temps les plus reculés jusqu'à nos jours, Leyde, éditions Brill, 1889 réédition 1966, Volume II  Chapitre  II.Monomie [Munha, Munster], § 3 Des-Munha [Desmond] p. 259 :  Généalogie des rois de Desmond . Tableau généalogique Tableau n° 24 p. 263.
- (en) Goddard Henry Orpen (Introduction de Seán Duffy), Ireland under the Normands 1169-1333, vol. III, Dublin, Four Courts Press (réédition), 2005, 633 p. (ISBN 9781846828188), p. 360 Appendix III The Mac Carthys of Desmond